# Ľ
Der Buchstabe Ľ (kleingeschrieben ľ) (L mit Hatschek) ist ein Buchstabe des lateinischen Schriftsystems. Normalerweise besteht er aus einem L mit einem oben aufgesetzten Hatschek, aber in der Druckschrift wird meistens ein Apostroph verwendet. Er ist der 23. Buchstabe im slowakischen Alphabet und bezeichnet den stimmhaften lateralen palatalen Approximanten [ʎ].

## Darstellung auf dem Computer
Unicode enthält das Ľ an den Codepunkten U+013D (Großbuchstabe) und U+013E (Kleinbuchstabe). In ISO 8859-2 belegt der Buchstabe die Stellen 0xA5 (Großbuchstabe) und 0xB5 (Kleinbuchstabe).
In TeX und LaTeX  kann das L mit Hatschek mit den Befehlen \v L und \v l gebildet werden. plain TeX setzt dabei stets einen Hatschek über das große L, während LaTeX2e die typografisch korrekte Form mit einem apostroph-ähnlichen Zeichen setzt.
Soll die Seite in HTML dargestellt werden, muss für ľ &#318; für Ľ &#317; verwendet werden.

## Graphotaktik
Die einzigen Vokalbuchstaben, die im Slowakischen nach dem Buchstaben ľ stehen können, sind die dunklen Vokale a, á, o, u und ú. Vor den hellen Vokalen e, i und í wird stattdessen ein einfaches l geschrieben.